# Palaeaspilates monochromata
Palaeaspilates monochromata är en fjärilsart som beskrevs av Walker 1862. Palaeaspilates monochromata ingår i släktet Palaeaspilates och familjen mätare. Inga underarter finns listade i Catalogue of Life.